# Heterogaster flavicosta
Heterogaster flavicosta är en insektsart som beskrevs av Barber 1939. Heterogaster flavicosta ingår i släktet Heterogaster och familjen Heterogastridae. Inga underarter finns listade i Catalogue of Life.